# Carinatae
— non classé —
Les Carinatae (Carinates) sont un groupe d'oiseaux comprenant les oiseaux actuels (Neornithes) et certaines espèces éteintes de ce groupe et de celui des Ichthyornithiformes.
Sont regroupées dans les Carinatae les espèces disposant en principe d'une extension du sternum en « Y » appelé bréchet, la quille étant appelée carina. Ce caractère évolutif des oiseaux permet d'avoir des muscles puissants destinés au battement des ailes. Cependant bon nombre d'oiseaux comme les ratites, incapables de voler, n'ont qu'une carina modeste. On pense en effet que ce groupe est monophylétique et que tous les oiseaux ont pour ancêtre commun un oiseau capable de voler et que ce critère n'est donc pas suffisant pour caractériser le groupe. D'autant que plusieurs dinosaures possèdent ce genre de sternum. Les critères morphologiques actuellement retenus sont plutôt la forme des têtes de l'humérus et la fusion des phalanges.
```
              └─o 
Carinatae

                ├─o 
Ichthyornithiformes
 (éteint)
                │ └─o 
Apatornithiformes
 (éteint)
                └─o 
Neornithes

                  ├─o 
Paleognathae
 ou Ratitae
                  └─o 
Neognathae
```